# Limacina retroversa
Limacina retroversa is een slakkensoort uit de familie van de Limacinidae. De wetenschappelijke naam van de soort is voor het eerst geldig gepubliceerd in 1823 door Fleming.